# Ctenus schneideri
Ctenus schneideri este o specie de păianjeni din genul Ctenus, familia Ctenidae, descrisă de Strand, 1906. Conform Catalogue of Life specia Ctenus schneideri nu are subspecii cunoscute.